# Донцова, Ольга Анатольевна
О́льга Анато́льевна Донцо́ва (род. 7 января 1959, Москва, СССР) — российский учёный-биохимик, академик РАН (2016). Область научных интересов: структура и функции РНК-содержащих клеточных машин, функциональные свойства и механизмы регуляции теломеразных РНП-комплексов и некодирующих РНК.

## Биография
Выпускница московской школы 171. Окончила химический факультет МГУ. С 1999 года — профессор биоорганической химии кафедры химии природных соединений химического факультета МГУ, с 2009 года заведует кафедрой. С 2011 года — заведующая отделом структуры и функций РНК.
В 1991 году защитила кандидатскую диссертацию «Изучение топографии мРНК-связывающего центра рибосомы», в 1997 году — докторскую диссертацию в форме научного доклада «Развитие химических методов изучения структуры и функции сложных рибонуклеопротеидных систем» (специальность «Биоорганическая химия»). Член-корреспондент РАН c 25 мая 2006 года по Отделению биологических наук, академик РАН c 28 октября 2016 (физико-химическая биология).
Автор более 170 научных статей, двух книг, трёх патентов. Научный руководитель 10 кандидатских диссертаций. Член Совета по науке и образованию при Президенте РФ (с 2017), заместитель председателя Высшей аттестационной комиссии РФ и Совета РАН по генно-инженерной деятельности (с 2020).

## Награды и достижения
- Премия Европейской Академии молодым ученым (1999)
- Соросовский профессор (1999, 2000)
- Премия имени А. Н. Белозерского (2016) — за цикл работ «Рибосома: функциональные центры и ингибиторы»
- Премия имени А. Н. Баха (2020) — за цикл работ «Изучение механизмов функционирования теломеразного комплекса»
- Орден Дружбы (17 октября 2024 года) — за заслуги в научно-педагогической деятельности, подготовке высококвалифицированных специалистов и многолетнюю добросовестную работу[4]

## Деятельность
- член диссертационного совета Химического факультета МГУ
- член совета РФФИ
- член экспертного совета РНФ по научным проектам
- член редакционных советов журналов Biochimie (c 2008), Acta Naturae (c 2011), Молекулярная биология (c 1998).
- Автор и соавтор учебных курсов (Молекулярная биология клетки, Геном человека, Экспериментальные методы исследования белков и нуклеиновых кислот, Основы молекулярной и клеточной биологии и иммунологии, Структура, функция, методы исследования РНК и других)
- Индекс Хирша 32, более 3200 цитирований (Scopus)[5]